# Bandysie
Bandysie is een plaats in het Poolse district  Ostrołęcki, woiwodschap Mazovië. De plaats maakt deel uit van de gemeente Czarnia en telt 430 inwoners.